# Институт Организации Объединённых Наций по исследованию проблем разоружения
Институт Организации Объединенных Наций по исследованию проблем разоружения (ЮНИДИР) является автономным учреждением в рамках ООН, созданным по решению Генеральной Ассамблеи в 1980 году для проведения независимых исследований по вопросам безопасности, разоружения и развития на национальном, региональном и глобальном уровнях, рассматривая их как взаимосвязанные аспекты безопасности человечества в целом..
Штаб квартира организации расположена в здании Отделения ООН в Женеве. ЮНИДИР финансируется главным образом за счет добровольных взносов правительств и частных спонсоров.

## Функции

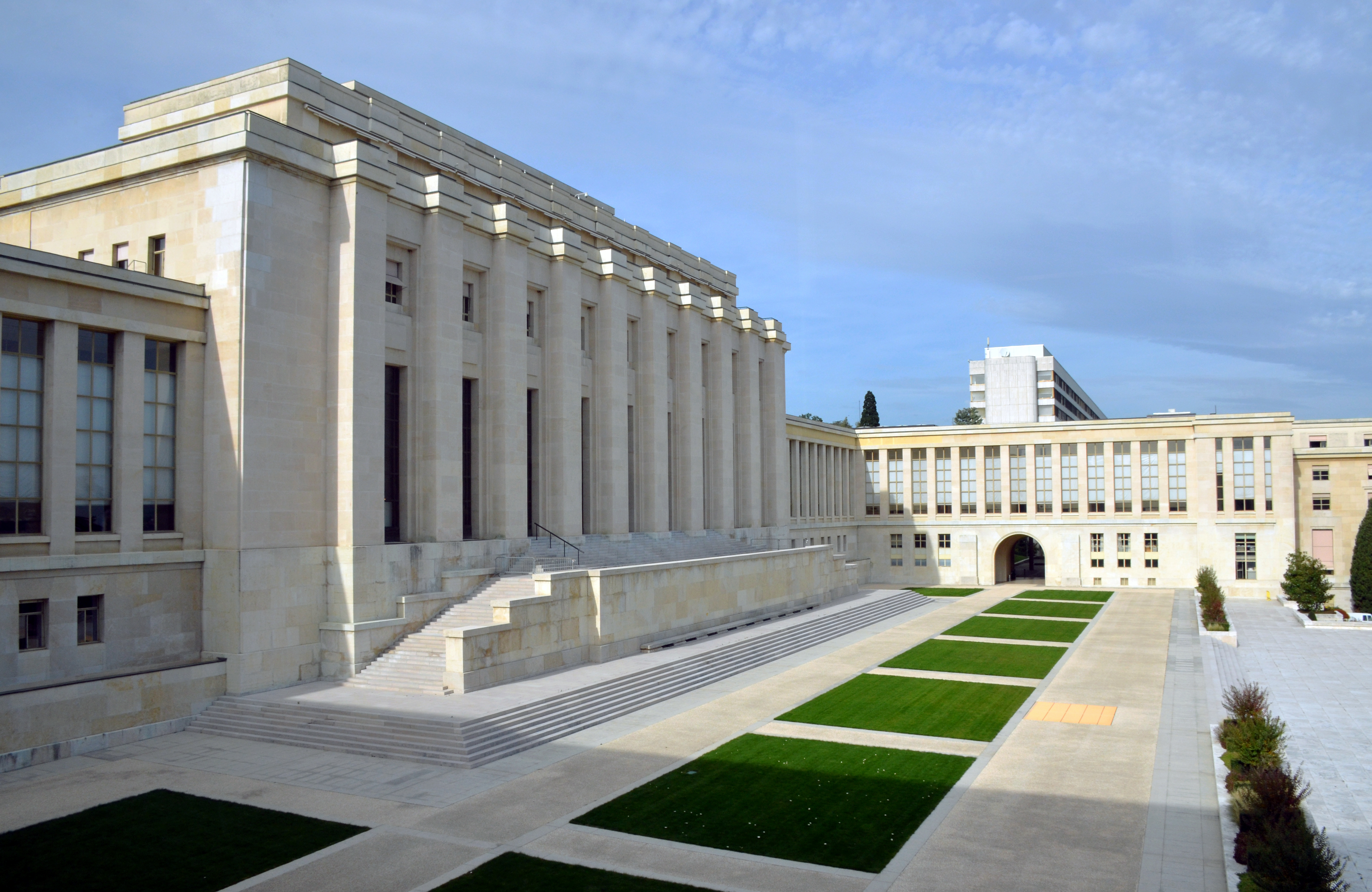
Штаб-квартира ООН в Женеве, место расположения ЮНИДИР

Институт ведет работу на основе положений Заключительного документа десятой специальной сессии Генеральной Ассамблеи, первой специальной сессии, посвященной разоружению.
Работа Института преследует следующие цели:
а) обеспечить международное сообщество более разносторонней и полной информацией по проблемам, связанным с международной безопасностью, гонкой вооружений и разоружением во всех областях, особенно в ядерной области, с тем чтобы путем переговоров способствовать обеспечению большей безопасности всех государств и экономическому и социальному развитию всех народов;
b) содействовать компетентному участию всех государств в усилиях по разоружению;
с) содействовать ведущимся переговорам по разоружению и продолжающимся усилиям по обеспечению большей международной безопасности на все более низком уровне вооружений, в особенности ядерных вооружений, путем проведения объективных и основанных на фактах исследований и анализов;
d) проводить более фундаментальные, перспективные и долгосрочные исследования в области разоружения с целью обеспечить всеобщее понимание затрагиваемых проблем и способствовать новым инициативам в отношении новых переговоров.
Институт учитывает соответствующие рекомендации Генеральной Ассамблеи и организован таким образом, чтобы обеспечить участие на справедливой политической и географической основе.

## Руководство
Директор института назначается Генеральным секретарем ООН. Институтом и его работой руководит Совет попечителей, в качестве которого действует Консультативный совет по исследованиям в области разоружения, упомянутый в разделе III резолюции 37/99 K Генеральной Ассамблеи, где директор института является членом ех-officio.